# Mario Bertoncini
Mario Bertoncini (Roma, 27 de setembre de 1932 – Siena, 19 de gener de 2019) fou un compositor, pianista i educador musical italià. El 1962 va ser guardonat amb el Nicola d'Atri Prize de l'Accademia Nazionale di Santa Cecilia per les seves Sei Pezzi per orchestra i el 1965 va ser guardonat amb el Gaudeamus International Composers Award i el premi Fondation européenne de la Culture per Quodlibet. Ha tocat com a pianista solista amb orquestres simfòniques d'arreu d'Europa, Amèrica del Nord, Israel i Corea.